# Dana Leskinen
Dana Leskinen (* 22. September 2001 in Espoo) ist eine finnische Fußballspielerin. Die Stürmerin ist seit April 2024 Vertragsspielerin des schwedischen Erstligisten IFK Norrköping Dam und seit 2021 U23-Nationalspielerin.

## Karriere

### Vereine

#### Jugend- und Seniorinnenbereich
Leskinen begann im Alter von zwölf Jahren in ihrem Geburtsort beim FC Honka Espoo mit dem Fußballspielen. Im Turnier um den PL-Cup, der vom 4. bis 6. August 2014 in Ylivieska durchgeführt wurde, kam sie in allen sechs Spielen zum Einsatz, erzielte eben so viele Tore und gewann mit ihrer Mannschaft das Turnier.
In der vom 16. April bis zum 1. Oktober 2016 in 19 Punktspielen ausgetragenen B-Jugendliga bestritt sie fünf. Sie kam an den ersten drei Spieltagen sowie am siebten und achten zum Einsatz und erzielte ihr einziges Tor am 27. April 2016 (3. Spieltag) beim 2:1-Sieg im Auswärtsspiel gegen Vantaan Jalkapalloseura mit dem Treffer zum 1:0 in der 27. Minute.
In der Spielzeit 2017 kam sie vom 6. Mai bis zum 18. Juni in der Naisten Liiga (bis 2019), die zweithöchste Spielklasse im finnischen Frauenfußball, für die zweite Mannschaft des FC Honka Espoo zum Einsatz, für die sie in sechs Punktspielen und neun Toren zur regionalen Meisterschaft beitrug. Ihr Debüt im Seniorinnenbereich gab sie zum Saisonauftakt beim 9:1-Sieg im Auswärtsspiel gegen HJK Helsinki und krönte es gleich mit drei Toren.

#### Erste Auslandserfahrungen
Die Möglichkeit das erste Mal im Ausland zu spielen ergriff sie und gelangte nach Deutschland. Ihre Premiere für die TSG 1899 Hoffenheim krönte sie am 7. Oktober 2017 (4. Spieltag) beim 2:2-Unentschieden der B-Jugendmannschaft gegen die vom 1. FFC Frankfurt in der B-Juniorinnen-Bundesliga; sie erzielte beide Tore zum 1:0 in der 25. und 2:0 in der 42. Minute. Zwei weitere Spiele folgten im März und April 2018, wobei sie im letzten gar drei Tore erzielte.
Für die zweite Mannschaft der TSG 1899 Hoffenheim debütierte sie am 15. Oktober 2017 in der Staffel Süd der seinerzeit zweigleisigen 2. Bundesliga beim 4:2-Sieg im Heimspiel gegen Bayer 04 Leverkusen mit Einwechslung für Paulina Krumbiegel in der 67. Minute. Ihr erstes von zwei Saisontoren erzielte sie am 26. November 2017 (9. Spieltag) beim 5:1-Sieg im Auswärtsspiel gegen den VfL Sindelfingen mit dem Treffer zum 2:0 in der sechsten Minute. In der Folgesaison bestritt sie neun Punktspiele in der nunmehr eingleisigen 2. Bundesliga, in der ihr drei Tore gelangen.

#### Rückkehr nach Finnland
Nach ihrem letzten Pflichtspiel am 9. Dezember 2018 kehrte sie nach Finnland zurück und kam in den Spielzeiten 2019 (14/4) und 2020 (17/7) ein zweites Mal für den FC Honka Espoo, diesmal für die erste Mannschaft, zu 31 Punktspielen, in denen sie elf Tore erzielte.
Mit Beginn des Spieljahres 2021 gehörte sie dem Ligakonkurrenten Åland United an. Nach 18 Punktspielen in der regulären Spielzeit und fünf in der Meisterrunde mit den sechs bestplatzierten Vereinen, zuletzt am 14. Oktober 2023, hatte sie ihr insgesamt 58. Pflichtspiel im Ligabetrieb bestritten und insgesamt 24 Tore erzielt. Mit diesem Verein errang sie mit dem nationalen Vereinspokal ihren einzigen Titel in ihrer Heimat.

#### Rückkehr nach Deutschland
Am 10. Januar 2024 wurde ihre Verpflichtung auf der Website des 1. FC Nürnberg öffentlich. Mit dem Abschlussspiel der Hinrunde am 28. Januar 2024 (11. Spieltag) debütierte sie im Bundesligaauswärtsspiel gegen den MSV Duisburg mit Einwechslung für Amélie Thöle in der 46. Minute. 

#### Neubeginn in Schweden
Nach einem weiteren Bundesligaspiel am 23. März 2024 (17. Spieltag) beim 4:3-Sieg im Auswärtsspiel gegen den 1. FC Köln wurde ihre Verpflichtung – zunächst bis Ende der Spielzeit 2024 – am 17. April von der Frauenfußballabteilung des IFK Norrköping offiziell. Gesundheitliche Probleme erschwerten ihre Integration immer wieder. Die Vereine vereinbarten Stillschweigen über die Modalitäten des Transfers.

### Nationalmannschaft
Leskinen kam im Zeitraum von zwei Jahren in den Nachwuchsnationalmannschaften des SPL in den Altersklassen U17, U18 und U19 in insgesamt 18 Länderspielen zum Einsatz, wobei ihr sechs Tore gelangen. Ihr Debüt als Nationalspielerin gab sie am 23. Oktober 2017 im ersten Spiel der ersten Qualifikationsrunde; Gruppe 11 für die anstehende Europameisterschaft 2018 in Litauen im torlosen Spiel gegen die U17-Nationalmannschaft Sloweniens. Es folgten jeweils zwei weitere Länderspiele in der ersten und in der Eliterunde. Im zweiten Qualifikationsspiel der ersten Qualifikationsrunde erzielte sie drei Tage später, beim 8:1-Sieg über die U17-Nationalmannschaft Maltas mit dem Treffer zum 7:1 in der 78. Minute ihr erstes Länderspieltor. In der EM-Endrunde bestritt sie das zweite Spiel der Gruppe A, sowie das Halbfinale und das Spiel um Platz 3. Mit dem Sieg in diesem Spiel für die Weltmeisterschaft Ende desselben Jahres in Uruguay qualifiziert, bestritt sie zwei weitere Turnierspiele in der Gruppe A.
Ihr Debüt für die U23-Nationalmannschaft gab sie am 12. Juni 2021 in Munkedal bei der 1:2-Niederlage im Freundschaftsspiel gegen die U23-Nationalmannschaft Frankreichs. Ihre ersten beiden Länderspieltore gelangen ihr am 23. September 2023 in Eerikkilä beim 10:0-Sieg im Freundschaftsspiel gegen die A-Nationalmannschaft Liechtensteins mit den Treffern zum 2:0 und 3:0 in der 19. und 27. Minute.

## Erfolge
Nationalmannschaft
- Dritter Europameisterschaft 2018

Åland United
- Finnischer Pokalsieger 2022

FC Honka Espoo II
- Zweitligameister 2017